# Физика полупроводников
Физика полупроводников — раздел физики твёрдого тела, посвященный изучению особенностей физических свойств полупроводников и происходящих в них физических явлений. Предметом изучения являются структурные, электрофизические, оптические свойства полупроводников, многие из которых используются при создании полупроводниковых приборов. Методы получения и модификации свойств полупроводников относятся к разделу полупроводникового материаловедения.